# John Pearson
John George Pearson (Epsom, 5 ottobre 1930 – 13 novembre 2021) è stato uno scrittore e biografo britannico.

## Biografia
Biografo ufficiale di Ian Fleming, pubblicò un libro su 007 basato sugli elementi dei romanzi. L'opera, intrigante e ben realizzata, entrò a pieno titolo, con l'approvazione della Glidrose stessa, nella saga letteraria.
Ebbe tre figli, nati dal primo matrimonio.

## Opere

### Libri su James Bond e Ian Fleming
| Anno | Titolo italiano                 | Titolo originale                | Note                          |
| ---- | ------------------------------- | ------------------------------- | ----------------------------- |
| 1966 | La vita di Ian Fleming          | Life of Ian Fleming             | Biografia del famoso autore   |
| 1973 | La biografia autorizzata di 007 | The Authorized Biography of 007 | Biografia dell'agente segreto |

### Romanzi
- Gone To Timbuctoo (1962) - vincitore del Authors' Club First Novel Award (inedito in italia)
- The Bellamys of Eaton Place (1976) - pubblicato in Stati Uniti d'America come The Bellamy Saga (inedito in italia)
- Biggles: The Authorized Biography (1978) (inedito in italia)
- The Kindness of Dr. Avicenna (1982) (inedito in italia)

### Saggi e altri scritti
- Airline Detective: The Fight Against International Air Crime (1962) come "Donald E. W. Fish" (pubblicato in paperback in Gran Bretagna come Zero One) (inedito in italia)
- The Persuasion Industry (scritto con Graham Turner, 1965) (inedito in italia)
- Bluebird and the Dead Lake (1965, pubblicato in Stati Uniti d'America come The Last Hero: The Gallant Story of Donald Campbell and the Land Speed Record nel 1966) (in italiaCampbell - Operazione Bluebird - trad. Riccardo Piccoli - Editrice dell'Automobile 1966)
- The Profession of Violence: The Rise and Fall of the Kray Twins (1972) - nominato per gli Edgar Allan Poe Award (inedito in italia)
- Arena: The Story of the Colosseum (1973) (inedito in italia)
- Edward the Rake (1975) (pubblicato in Stati Uniti d'America come Edward the Rake: An Unwholesome Biography of Edward VII) (inedito in italia)
- Facades: Edith, Osbert, and Sacheverell Sitwell (1978) (pubblicato in Stati Uniti d'America come The Sitwells nel 1979) (inedito in italia)
- Barbara Cartland: Crusader in Pink (1979) - come "Henry Cloud"; successivamente ripubblicato con il suo nome vero (inedito in italia)
- Stags and Serpents: The Story of the House of Cavendish and the Dukes of Devonshire (1983) (pubblicato in Stati Uniti d'America come The Serpent and the Stag nel 1984) (inedito in italia)
- The Ultimate Family: The Making of the Royal House of Windsor (1986) (pubblicato in Stati Uniti d'America come The Selling of the Royal Family: The Mystique of the British Monarchy) (inedito in italia)
- Citadel of the Heart: Winston and the Churchill Dynasty (1991) (pubblicato in Stati Uniti d'America come The Private Lives of Winston Churchill) (inedito in italia)
- Tutti i soldi del mondo (2017) (Painfully Rich: the Outrageous Fortunes and Misfortunes of the Heirs of J. Paul Getty, 1995)
- Blood Royal: The Story of the Spencers and the Royals (1999) (inedito in italia)
- The Cult of Violence: The Untold Story of the Krays (2001) - sequel di The Profession of Violence (inedito in italia)
- One of the Family: The Englishman and the Mafia (2003) (inedito in italia)
- The Gamblers: John Aspinall, James Goldsmith and the Murder of Lord Lucan (2005) (inedito in italia)
- Notorious: The Immortal Legend of the Kray Twins (2010) - sequel di The Profession of Violence e The Cult of Violence: The Untold Story of the Krays (inedito in italia).

## Film tratti da sue opere
- Legend (2015), tratto da The Profession of Violence: The Rise and Fall of the Kray Twins
- Tutti i soldi del mondo (2017), tratto da Painfully Rich: the Outrageous Fortunes and Misfortunes of the Heirs of J. Paul Getty